# Jackerath
Jackerath is een plaats in de Duitse gemeente Titz, deelstaat Noordrijn-Westfalen, en telt 814 inwoners (2006).